# Hei- en Boeicop
Hei- en Boeicop (51° 57′ N, 5° 05′ L) é uma cidade dos Países Baixos, na província de Utrecht. Hei- en Boeicop pertence ao município de Vijfheerenlanden, e está situada a 9 km, a sul de IJsselstein.
Em 2001, a cidade de Hei- en Boeicop tinha 401 habitantes. A área urbana da cidade é de 0.097 km², e tem 149 residências.
A área de Hei- en Boeicop, que também inclui as partes periféricas da cidade, bem como a zona rural circundante, tem uma população estimada em 940 habitantes.